# Derrick Harmon
Derrick Harmon (Detroit, 3 agosto 2003) è un giocatore di football americano statunitense che milita nel ruolo di defensive tackle per i Pittsburgh Steelers della National Football League (NFL).

## Carriera universitaria

### Michigan State
Nella sua prima stagione a Michigan State nel 2021, Harmon disputò quattro partite. Nel 2022 disputò 12 gare, di cui 5 come titolare, mettendo a segno 30 tackle e 2 sack. Nel 2023 mise a referto 40 tackle, 1,5 sack, un fumble forzato e un passaggio deviato. A fine anno optò per cambiare istituto.

### Oregon
Il 3 maggio 2024 Harmon passò agli Oregon Ducks. Quell'anno disputò tutte le 14 partite come titolare, venendo inserito nella seconda formazione ideale della Big Ten Conference, mentre l'Associated Press lo incluse nella seconda formazione All-American.

## Carriera professionistica

### Pittsbutgh Steelers
Harmon fu scelto nel corso del primo giro (21º assoluto) del Draft NFL 2025 dai Pittsburgh Steelers.

## Vita privata
La madre di Harmon, Tiffany Saine, soffrì un infarto durante la sua prima stagione a Michigan State. Era sostenuta da un supporto vitale quando Harmon venne scelto dagli Steelers e morì poco dopo che il figlio si era recato all'ospedale per annunciarle la sua selezione.